# نیلز دورینگ
نیلز دورینگ (انگلیسی: Nils Döring؛ زادهٔ ۲۳ آوریل ۱۹۸۰) بازیکن فوتبال اهل آلمان است.
از باشگاه‌هایی که در آن بازی کرده‌است می‌توان به باشگاه فوتبال پادربورن، اشپورت فقاند زیگن، باشگاه فوتبال کایزرسلاوترن، باشگاه فوتبال روت وایس اهلن، و باشگاه فوتبال وهن ویسبادن اشاره کرد.